# Contea di Dêngqên
Dêngqên (丁青县S; Dīngqīng XiànP) è una contea cinese della prefettura di Qamdo nella Regione Autonoma del Tibet. Il capoluogo è la città di Dêngqên. Nel 1999 la contea contava 58.762 abitanti.

## Geografia antropica

### Centri abitati
- Dingqing (Dêngqên) 丁青镇 (comune)
- Chidu 尺犊镇 (comune)
- Muta 木塔乡 (villaggio)
- Buta 布塔乡 (villaggio)
- Bada 巴达乡 (villaggio)
- Ganyan 甘岩乡 (villaggio)
- Gata 嘎塔乡 (villaggio)
- Sezha 色扎乡 (villaggio)
- Xiexiong 协雄乡 (villaggio)
- Sangduo 桑多乡 (villaggio)
- Dangdui 当堆乡 (villaggio)
- Shagong 沙贡乡 (villaggio)
- Jue'en 觉恩乡 (villaggio)